# Phalotris
Genre
Phalotris est un genre de serpents de la famille des Dipsadidae.

## Répartition
Les 16 espèces de ce genre se rencontrent en Amérique du Sud.

## Liste des espèces
Selon The Reptile Database (11 septembre 2015) :
- Phalotris bilineatus (Duméril, Bibron & Duméril, 1854)
- Phalotris concolor Ferrarezzi, 1993
- Phalotris cuyanus (Cei, 1984)
- Phalotris labiomaculatus De Lema, 2002
- Phalotris lativittatus Ferrarezzi, 1993
- Phalotris lemniscatus (Duméril, Bibron & Duméril, 1854)
- Phalotris matogrossensis Lema, D'Agostini & Cappellari, 2005
- Phalotris mertensi (Hoge, 1955)
- Phalotris multipunctatus Puorto & Ferrarezzi, 1993
- Phalotris nasutus (Gomes, 1915)
- Phalotris nigrilatus Ferrarezzi, 1993
- Phalotris normanscotti Cabral & Cacciali, 2015
- Phalotris punctatus (De Lema, 1979)
- Phalotris reticulatus (Peters, 1860)
- Phalotris sansebastiani Jansen & Köhler, 2008
- Phalotris shawnella (Smith, Brouard & Cacciali, 2022)[3]
- Phalotris tricolor (Duméril, Bibron & Duméril, 1854)

## Publication originale
- Cope, 1862 "1861" : On Elapomorphus, Sympholis, and Coniophanes. Proceedings of the Academy of Natural Sciences of Philadelphia, vol. 13, p. 522-524 (texte intégral).